# تام سایر (فیلم ۱۹۳۰)
تام سایر (انگلیسی: Tom Sawyer) یک فیلم به کارگردانی جان کرامول است که در سال ۱۹۳۰ منتشر شد. از بازیگران آن می‌توان به جونیور دورکین، میتزی گرین، جکی کوگان، کلارا بلندیک، لان پاف و جین دارول اشاره کرد.